# Unione Sportiva Avellino 1955-1956
Questa pagina raccoglie le informazioni riguardanti l'Unione Sportiva Avellino nelle competizioni ufficiali della stagione 1955-1956.

## Rosa
| N. |                   | Ruolo | Calciatore\|           |
| -- | ----------------- | ----- | ---------------------- |
|    | Italia (bandiera) | P     | Filippi                |
|    | Italia (bandiera) | P     | Lorenzo Pastorelli     |
|    | Italia (bandiera) | D     | Elio Grappone          |
|    | Italia (bandiera) | D     | Tofani                 |
|    | Italia (bandiera) | C     | Armo Agosto (capitano) |
|    | Italia (bandiera) | C     | Marcello Alberici      |
|    | Italia (bandiera) | C     | Alberto Biagini        |
|    | Italia (bandiera) | C     | Budriesi               |
|    | Italia (bandiera) | C     | Giovannini             |

| N. |                   | Ruolo | Calciatore       |
| -- | ----------------- | ----- | ---------------- |
|    | Italia (bandiera) | A     | Vincenzo Assanti |
|    | Italia (bandiera) | A     | Forte            |
|    | Italia (bandiera) | A     | Loschiavo        |
|    | Italia (bandiera) |       | Garbin           |
|    | Italia (bandiera) |       | Lamantea         |
|    | Italia (bandiera) |       | Lini             |
|    | Italia (bandiera) |       | Lionetti         |
|    | Italia (bandiera) |       | Quaglia          |